# Cannon Ball (Dacota do Norte)
Cannon Ball é uma Região censo-designada localizada no estado norte-americano de Dakota do Norte, no Condado de Sioux.

## Demografia
Segundo o censo norte-americano de 2000, a sua população era de 864 habitantes.

## Geografia
De acordo com o United States Census Bureau tem uma área de
250,7 km², dos quais 229,0 km² cobertos por terra e 21,7 km² cobertos por água. Cannon Ball localiza-se a aproximadamente 533 m acima do nível do mar.

## Localidades na vizinhança
O diagrama seguinte representa as localidades num raio de 36 km ao redor de Cannon Ball.